# Сагірово
Сагі́рово (рос. Сагирово) — присілок у складі Кігинського району Башкортостану, Росія. Входить до складу Душанбековської сільської ради.
Населення — 277 осіб (2010; 268 в 2002).
Національний склад:
- башкири — 88 %